# Tetragnatha jubensis
Tetragnatha jubensis este o specie de păianjeni din genul Tetragnatha, familia Tetragnathidae, descrisă de Pavesi, 1895.
Este endemică în Etiopia. Conform Catalogue of Life specia Tetragnatha jubensis nu are subspecii cunoscute.